# Peter Hollens
Peter James Hollens (Ashland, 4 marzo 1982) è un cantante statunitense.
Fa parte dell'ambiente della musica a cappella  dal 1999 quando lui e Leo da Silva fondano il gruppo a cappella della University of Oregon On The Rocks, conosciuto come il primo gruppo a cappella ufficiale di un college in Oregon. Rilascia regolarmente nuovi video musicali su suo canale YouTube. Con oltre 5 milioni di follower e iscritti, i suoi contenuti nel 2011 hanno superato 1 miliardo di visualizzazioni totali.

## Carriera
Peter Hollens nasce ad Ashland, Oregon, il 4 marzo 1982, da James e Deborah (Melone) Hollens. Si è laureato alla University of Oregon in canto. Sin dalla sua laurea, Hollens è stato coinvolto nell'ambiente a cappella collegiale, includendo registrazioni, produzioni e facendo da giudice a competizioni di musica a cappella per tutti gli Stati Uniti. Nel 2010, partecipa al programma della NBC, The Sing Off, lavorando con il direttore Deke Sharon e viene acclamato dai giudici Shawn Stockman, Nicole Scherzinger e Ben Folds per i suoi assoli con il gruppo On The Rocks. Vengono eliminati per sesti fra i 10 gruppi concorrenti.
Hollens registra e produce le sue canzoni dal suo home studio a Eugene, Oregon e ha anche lavorato per Sony e Epic Records. Fra le sue registrazioni ci sono tracce per The Sing-Off Season 2-Greatest Hits, diversi album a cappella per i gruppi On the Rocks, Divisi, Cornell's Chordials, the Duke's Men of Yale e the Whiffenpoofs. Ha anche registrato i vincitori di The Sing-Off, Committed, the Backbeats, e il gruppo vincitore di un Grammy Award -The Swingle Singers.
Nel 2011 crea il suo canale YouTube, caricando principalmente cover a cappella multi-traccia. Collabora frequentemente con altri artisti, tre i quali Lindsey Stirling e Taylor Davis. Il 7 marzo 2020, il suo canale raggiunge i 2,46 milioni di iscritti. Per supportare il proprio canale nel 2013, Hollens ha creato un crowdfunding sulla piattaforma Patreon. In un'intervista del 2017 dichiara di essere un sostenitore di Patreon. Nel 2012 rilascia il suo primo album.
Nel 2014 firma un contratto con la Sony Masterworks. Hollens nell'ottobre 27 rilascia un album auto-intitolato.
Nel 2015, appare nell'album di Brian Wilson No Pier Pressure nella canzone Our Special Love.
Nel 2016, Hollens collabora con gli Home Free, vincitori della quarta stagione di The Sing-Off, per nel registrare la cover dell'inno Amazing Grace. "Ho avuto l'onore di lavorare con gli Home Free in questo brano," dichiara alla fine del video pubblicato su YouTube. "Adoro questi ragazzi, sono così talentuosi e divertenti. Avevamo già collaborato nel brano "19 You + Me".
Hollens debutta a Broadway nello show Home For the Holidays, Live on Broadway all'August Wilson Theatre, dal 17 novembre al 30 dicembre 2017. Il 12 dicembre 2017, è stato ospite della diretta dei The Piano Guys Light The World Christmas Concert with The Piano Guys and Friends, nella quale ha annunciato di far parte di "Home For the Holidays, Live on Broadway" e che avrebbe preso un taxi per andare al teatro.

## Vita privata
Hollens è sposato con Evynne Smith, co-fondatrice del gruppo a cappella Divisi. Evynne ha il proprio canale YouTube, postando video musicali, collaborando occasionalmente con il marito. Hanno scritto insieme la canzone "Milagro", cantata per la prima volta nel 2018. La coppia ha debuttato nel loro primo show di Broadway, Home for the Holidays, nel novembre 2017. Hanno due figli: Ashland (nato nel 2014) e Saylor (nata nel 2018).

## Discografia
- 2012: Hollens [HD]
- 2012: Covers (VOL. 1)
- 2012: Covers (VOL. 2)
- 2014: Peter Hollens
- 2016: Misty Mountains: Songs Inspired by the Hobbit and Lord of the Rings
- 2016: A Hollens Family Christmas
- 2017 Covers (VOL. 3)
- 2018: Legendary Folk Songs
- 2018: The Greatest Showman A Cappella
- 2019: Legendary Covers (VOL. 1)
- 2019: Magically Legendary Covers (VOL. 1)